# Swansea University
Die Swansea University (walisisch: Prifysgol Abertawe) in der Stadt Swansea in Wales (Großbritannien) wurde im Jahr 1920 als University College of Swansea gegründet. Dem Bericht der Haldane-Kommission folgend wurde sie als viertes College der University of Wales zu einer Universität. Als Folge struktureller Änderungen innerhalb der University of Wales wurde sie 1996 in University of Wales, Swansea umbenannt. Offiziell anerkannt wurde der neue Name Swansea University erst am 1. September 2007, als die University of Wales keine Mitgliedschaft mehr von seinen ehemaligen und heute eigenständigen Universitäten verlangte. Sie ist Mitglied der Association of Commonwealth Universities.
Gemessen an der Zahl der Studenten ist die Universität die drittgrößte von Wales. Der Campus befindet sich etwas außerhalb des Stadtzentrums auf dem Gelände des Singleton Park, an der Küste im Norden der Swansea Bay und im Osten der Gower-Halbinsel. In Vorbereitung auf mögliche Änderungen innerhalb der University of Wales wurde der Swansea University 2005 die Befugnis übertragen, Diplome zu vergeben. 
Beim Welsh Varsity, bekannt als die walisische Version des Oxbridge-Events, messen sich jedes Jahr die beiden Universitäten Cardiff und Swansea.

## Verwaltung und Struktur
1920 erhielt die Universität die Royal Charter und wird seitdem, wie andere Universitäten auch, nach deren Verfassung mit ihren Statuten und ihrer Charter verwaltet.
Der Rat ist der Vorstand der Swansea University und wird von Senat und Gericht unterstützt.
- Der Rat besteht aus 29 Mitgliedern: Kanzler, Pro-Kanzler, Vizekanzler, Kassenwart, Pro-Vizekanzler, Professoren und Studenten, Vertreter des Stadtrates und einige Laien. Der Rat ist für alle Aktivitäten der Universität verantwortlich und hat ein gut organisiertes Komitee, um all seine Rechte ausschöpfen und Aufgaben wahrnehmen zu können.

- Der Senat besteht aus 200 Mitgliedern, von denen die meisten Akademiker sind. Doch auch die Student Union (Verbindung von Studenten, die sich um gewisse universitäre Angelegenheiten kümmern) und Athletic Union (Unisport) sind durch Repräsentanten vertreten. Der Senat steht unter dem Vorsitz des Vizekanzlers, der auch die Führungsposition in der akademischen und administrativen Verwaltung der Universität innehat. Der Senat ist das wichtigste akademische Glied der Universität und ist für den Lehrbetrieb und die Forschung zuständig.

- Das Gericht besteht aus über 300 Mitgliedern, die Interessenvertreter von lokalen wie auch nationalen Institutionen der Universität sind. Jährlich trifft sich das Gericht, um den Jahresbericht und die Finanzlage der Universität wie auch die aktuellen Probleme in der Universitätsausbildung zu diskutieren.

## Akademische Struktur
Fakultäten und ihre Fachbereiche:

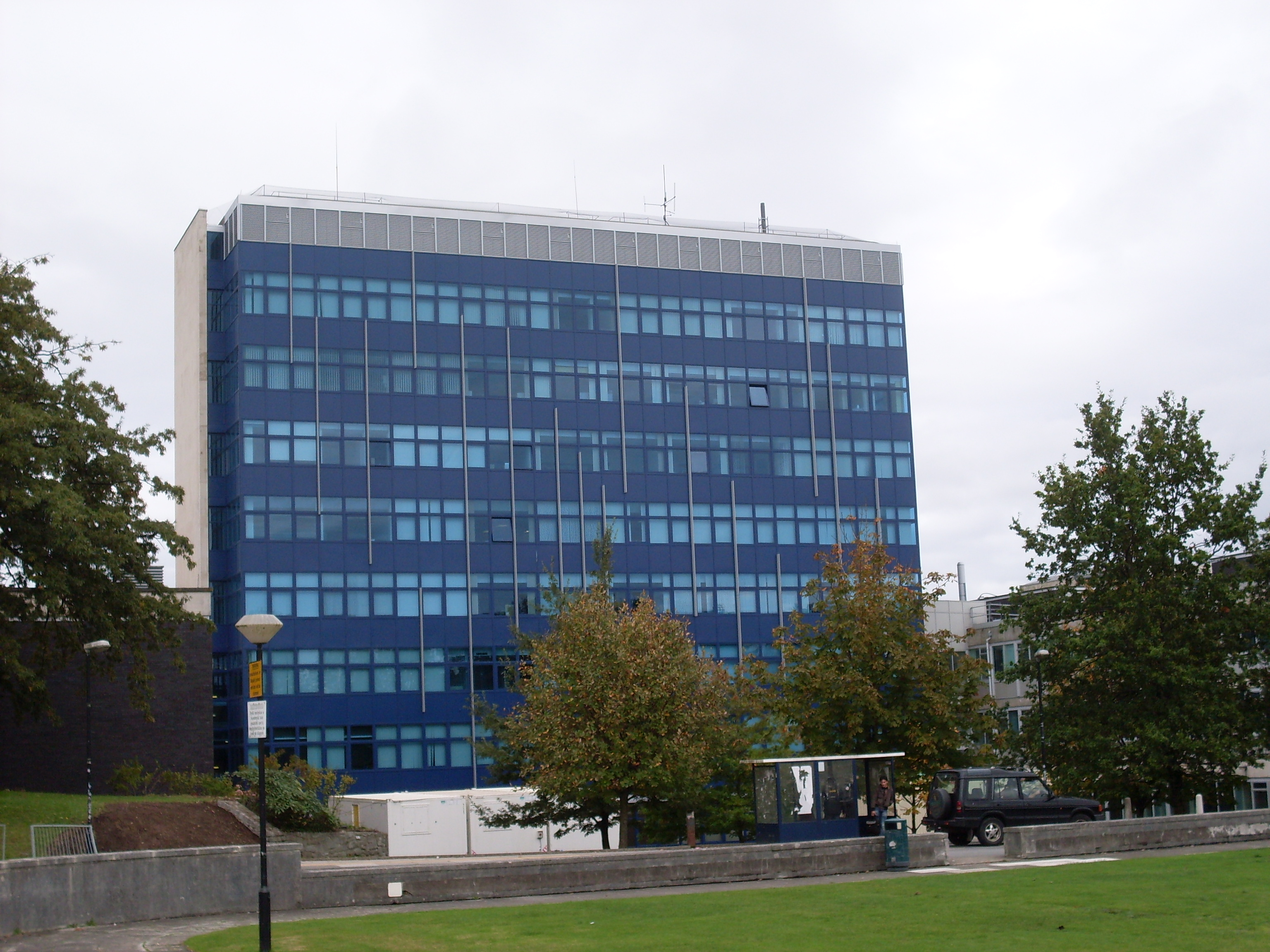
Faraday-Tower, Fakultät für Technik, Informatik, Mathematik und Physik.

- Fakultät für Geisteswissenschaften: Die Fachbereiche American Studies, Klassik, Alte Geschichte und Ägyptologie, Geschichte, Politik und Internationale Beziehungen, Konfliktstudien, waren zuvor eine eigenständige Fakultät und wurden mit der Fakultät für Sprachen-, Literatur- und Kulturwissenschaften zusammengelegt, die aus den Fachbereichen Linguistik, Publizistik- und Kommunikationswissenschaften, Englisch, Französisch, Deutsch, Spanisch, Italienisch, Walisisch, Übersetzung besteht.{0){/0}
- Fakultät für Wirtschaftswissenschaften: Business und Wirtschaft
- Fakultät für Biologie, Geographie und Soziologie: Entwicklungsforschung, Anthropologie
- Fakultät für Gesundheitswissenschaften, Psychologie, Pädagogik und Sportwissenschaften: Adult Studies, Biomedizin, Child Health, Klinische Studien, Critical Care and Emergency, E Learning Health, Gesundheitsökonomie, Geburtshilfe und Gender Studien, Mental Health Studies, Philosophy Humanities and Law in Healthcare, Erste Hilfe, Care Management, Applied Social Studies, Childhood Studies
- Fakultät für Technik: in Luft- und Raumfahrttechnik, Chemie- und Biologie-, Bau-, Elektro- und Elektrotechnik-, Informations-,Werkstoffe-, Maschinenbau- und Mediziningenieurwesen, Kommunikations- und Computertechnologie, Nanotechnologie, Produktdesign
- Fakultät für Medizin: Genetik, Institut für Life Science, Graduate Entry Medicine, Centre for Health Information, Forschung in Biomedizin
- Fakultät für Recht: Handels- und Wirtschaftsrecht, Business & Recht, Internationales Schiffrecht. Legal Practice Course (LPC), Graduate Diploma in Law, IISTL, CEELP, LLB (Bachelor in Recht)
- Fakultät für Informatik, Mathematik und Physik

## Unterkünfte
Es gab zum Stand vor 2010 etwa 3.400 Plätze in den Studentenwohnheimen, die damals meist mehr als 98 % der neuen Studenten unterbringen konnten. Auch für internationale postgraduale Studenten gibt es Unterkunftsangebote.
Die Universität unterhält Studentenwohnheime auf und außerhalb des Campus sowie im dafür errichteten Hendrefoelan Student Village. Weitere Studentenheime wurden 2004 und 2008 fertiggestellt. Andere Unterkünfte, die von der Universität vermietet werden, befinden sich in Brynmill und Uplands, zwei Vorstädten von Swansea.
Im Hendrefoelan Student Village können bis zu 1.644 Studenten untergebracht werden. Hendrefoelan liegt an einer Hauptstraße ca. 3,2 km vom Campus entfernt und grenzt an einen Wald und Grünflächen.
In den Studentenwohnheimen am Campus ist für etwa 1.226 Studenten Platz und es werden Zimmer mit eigenem Bad oder Zimmer mit Bad auf dem Flur angeboten. Je nach Wahl der Unterkunft ist auch Halb- oder Vollpension inbegriffen. Drei der Häuser (Caswell, Langland und Oxwich) wurden 2004 fertiggestellt und die älteren (Kilvey, Preseli, Rhossili und Cefn Bryn) in den letzten Jahren saniert. Penmaen und Horton sind die beiden neuesten Studentenheime am Campus und sorgen für weitere 351 Zimmer mit Bad und Selbstversorgung. Viele der Zimmer haben Meer- oder Parkblick.
Das TY Beck House bietet Zimmer in einem von sechs großen Stadthäusern im viktorianischen Stil in den Uplands von Swansea, etwa 1,6 km vom Singleton Campus entfernt. Sie werden vornehmlich an postgraduale Studenten, Studenten mit Familie oder Austauschstudenten vermietet.

## Zahlen zu den Studierenden
Von den 20.375 Studenten des Studienjahrens 2019/2020 waren 9.760 weiblich (47,9 %) und 10.615  männlich (52,1 %). 7.610 Studierende kamen aus England, 30 aus Schottland, 9.190 aus Wales, 55 aus Nordirland, 985 aus der EU und 2.485 aus dem Nicht-EU-Ausland. Damit kamen 3.470 Studenten (17,0 %) aus dem Ausland. 16.315 der Studierenden strebten 2019/2020 ihren ersten Studienabschluss an, sie waren also undergraduates. 4.065 arbeiteten auf einen weiteren Abschluss hin, sie waren postgraduates. Davon arbeiteten 860 in der Forschung.
2007/2008 waren 18.445 Studenten eingeschrieben gewesen, die damals von etwa 2500 Mitarbeitern betreut wurden.

## Änderungen zwischen den Jahren 2000 und 2010

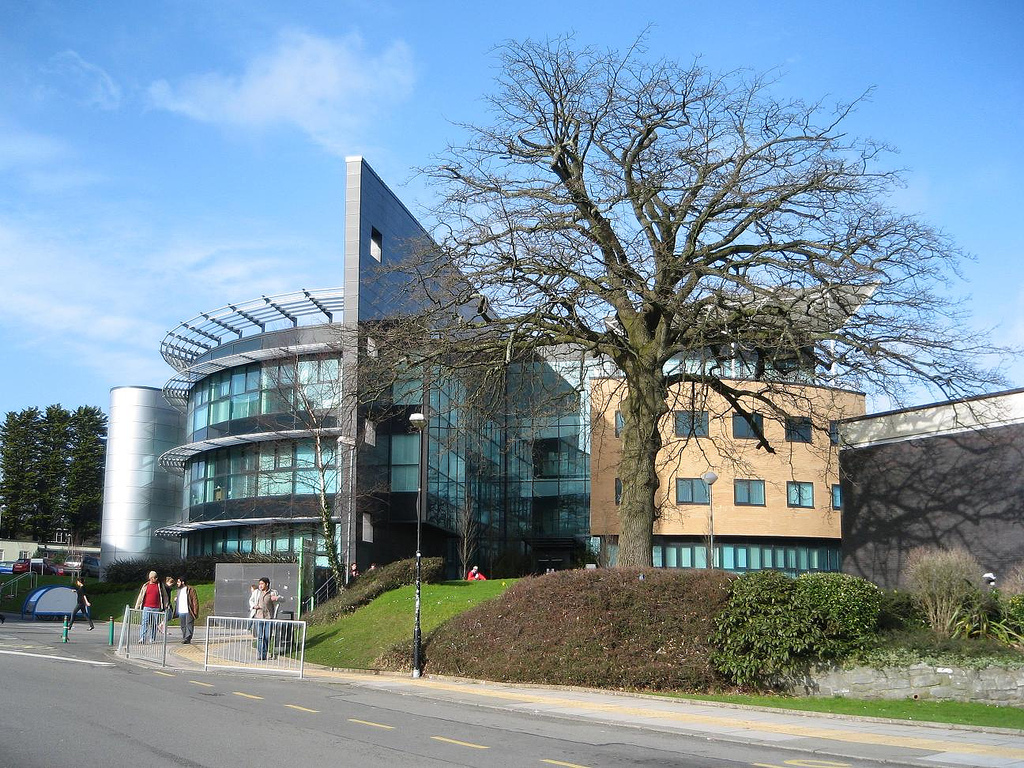
Digital Technium, Großbritanniens modernstes Virtual-Reality-Cave.

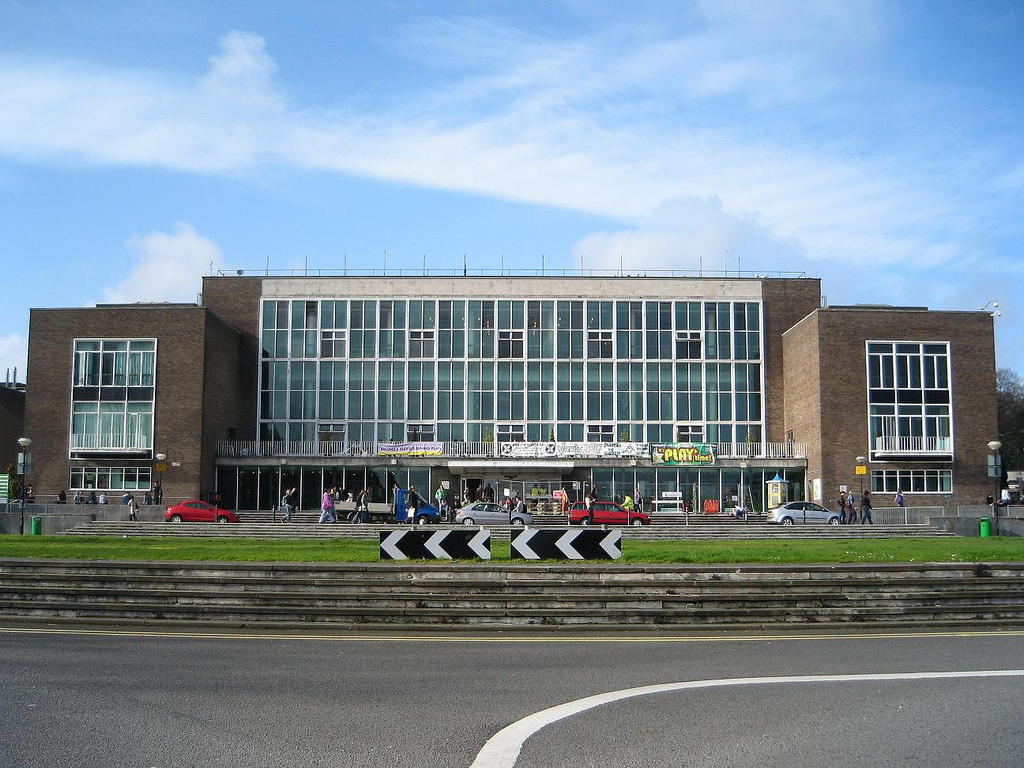
Das Fulton House der Swansea University, aufgenommen 2007 und damit vor der Renovierung.

Es fanden einige Umstrukturierungen statt: gefragte Studiengänge wie etwa Geschichte, Englisch, Geographie und Informatik wurden ausgebaut. Die Fakultät für Soziologie, Anthropologie und Philosophie hingegen musste geschlossen werden. In der Fakultät für Chemie werden nur noch Masterstudiengänge angeboten und Forschungen betrieben, ein Bachelor kann an der Swansea University nicht mehr absolviert werden. Ein neueres Studienangebot ist Luft- und Raumfahrttechnik, ein weiteres seit 2004, in Partnerschaft mit der Universität Cardiff, Medizin. Medizin ist jedoch nur für solche Studenten zugänglich, die bereits einen naturwissenschaftlichen Bachelor abgeschlossen haben. Dieser Vierjahreskurs wird der Universität Swansea seit 2007 anerkannt.
Die Abteilung für Westgroßbritannien der Organisation International Conference for the Study of Political Thought wechselte 2006 ihren Standort von Exeter nach Swansea auf das Departement für Politik und Internationale Beziehungen.
Im Juli 2007 wurde das Institut für Life Science (ILS) eröffnet. Es dient der Fakultät für Medizin zu Forschungszwecken. Das ILS befindet sich in einem sechsstöckigen Gebäude, das mit Labors und einem IBM-Blue-C-Supercomputer ausgestattet ist und in dem Büros für neue Unternehmen zur Verfügung gestellt werden. Der Supercomputer wird für verschiedene Projekte wie etwa zur Analyse von Virusgenomen oder genetischer Krankheits-Suszeptibilität, zur epidemiologischen Modellierung und als große Datenbank von Krankenhäusern genutzt. Mit den 30 Millionen Pfund, die von der Swansea University, der walisischen Regierung, der Europäischen Union und der lokalen Gesundheitsbehörde von Wales investiert wurden, konnte die ILS im Juli 2009 ausgebaut werden.
Im November 2007 gab die Universität bekannt, dass sie mit der Navitas zusammenarbeiten wird, um das International College Wales Swansea (ICWS) zu gründen. Dieses internationale College bietet ein Aufbaustudium, das erste Jahr des Bachelors und ein Vor-Master-Programm am Campus an. Die ersten Studenten wurden im September 2008 zugelassen.

## Boots Centre for Innovation

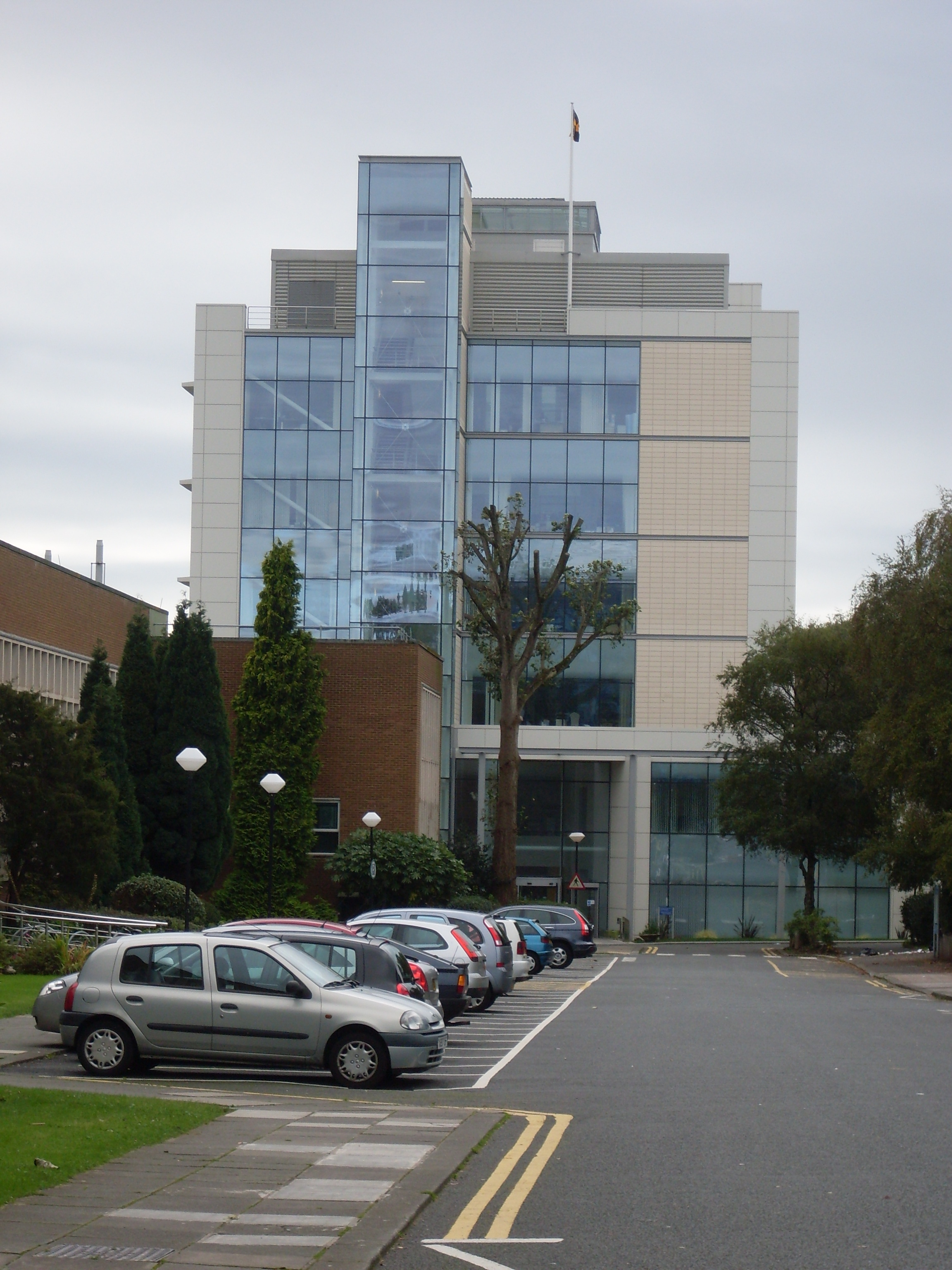
Das ILS Building, in dem sich das Boots Centre for Innovation und der IBM Blue C Supercomputer befinden.

Das Boots Centre for Innovation wurde im April 2007 im Sinne einer gemeinnützigen Partnerschaft zwischen dem Chemiker Boots, Longbow Capital, der Universität Swansea und der walisischen Regierung hervorgerufen. Die Grundidee die hinter diesem Zentrum steckt, ist, durch eine enge Zusammenarbeit mit jungen Unternehmen und eigenständigen Erfindern neue Produkte und Technologien im Gesundheits- und Schönheitsbereich zu entwickeln und vielleicht für Boots (Drogerie) neue Produkte auf den Markt zu bringen.

## Erweiterungen der Universität

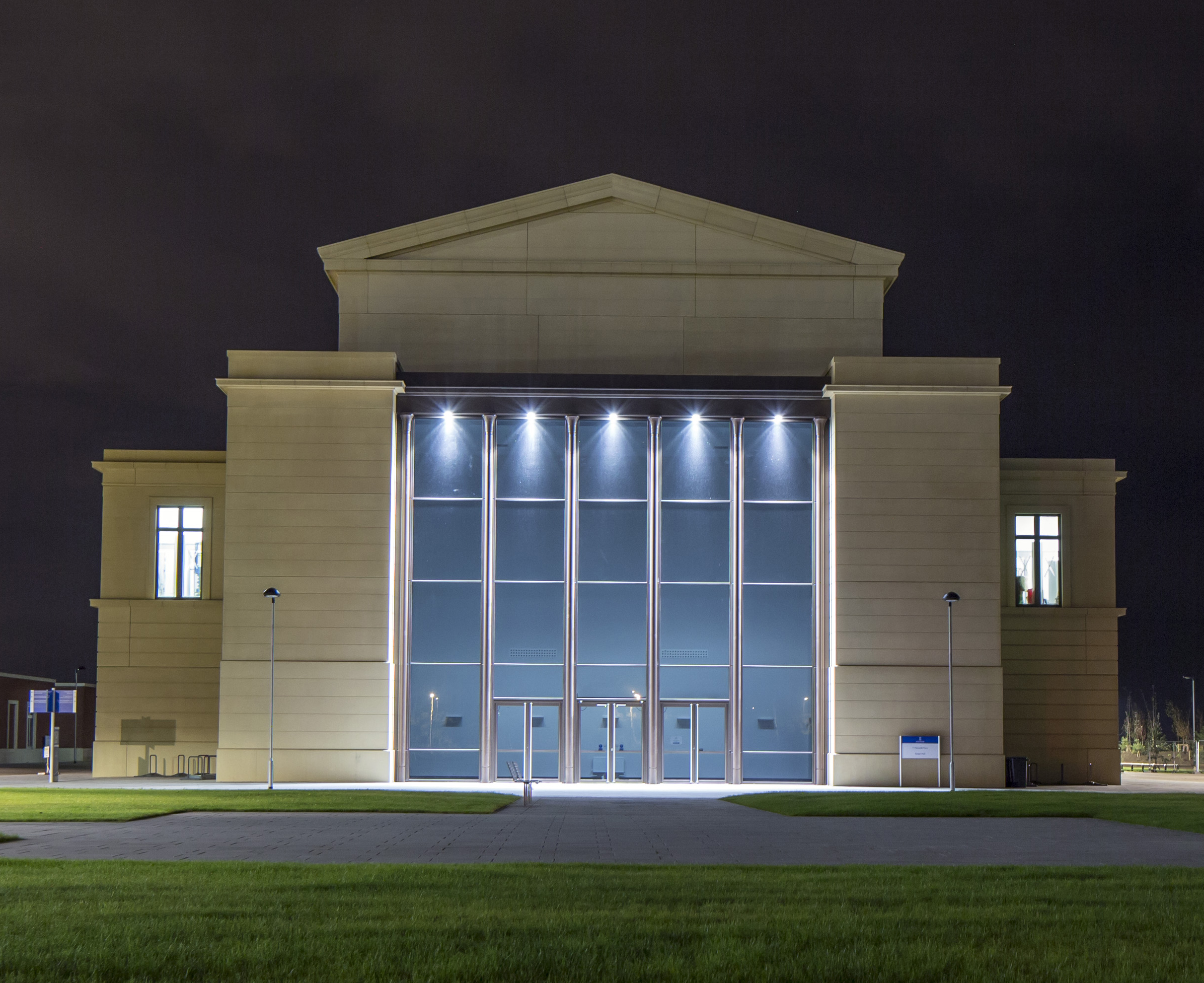
Der Große Saal (Great Hall) am Swansea University Bay Campus

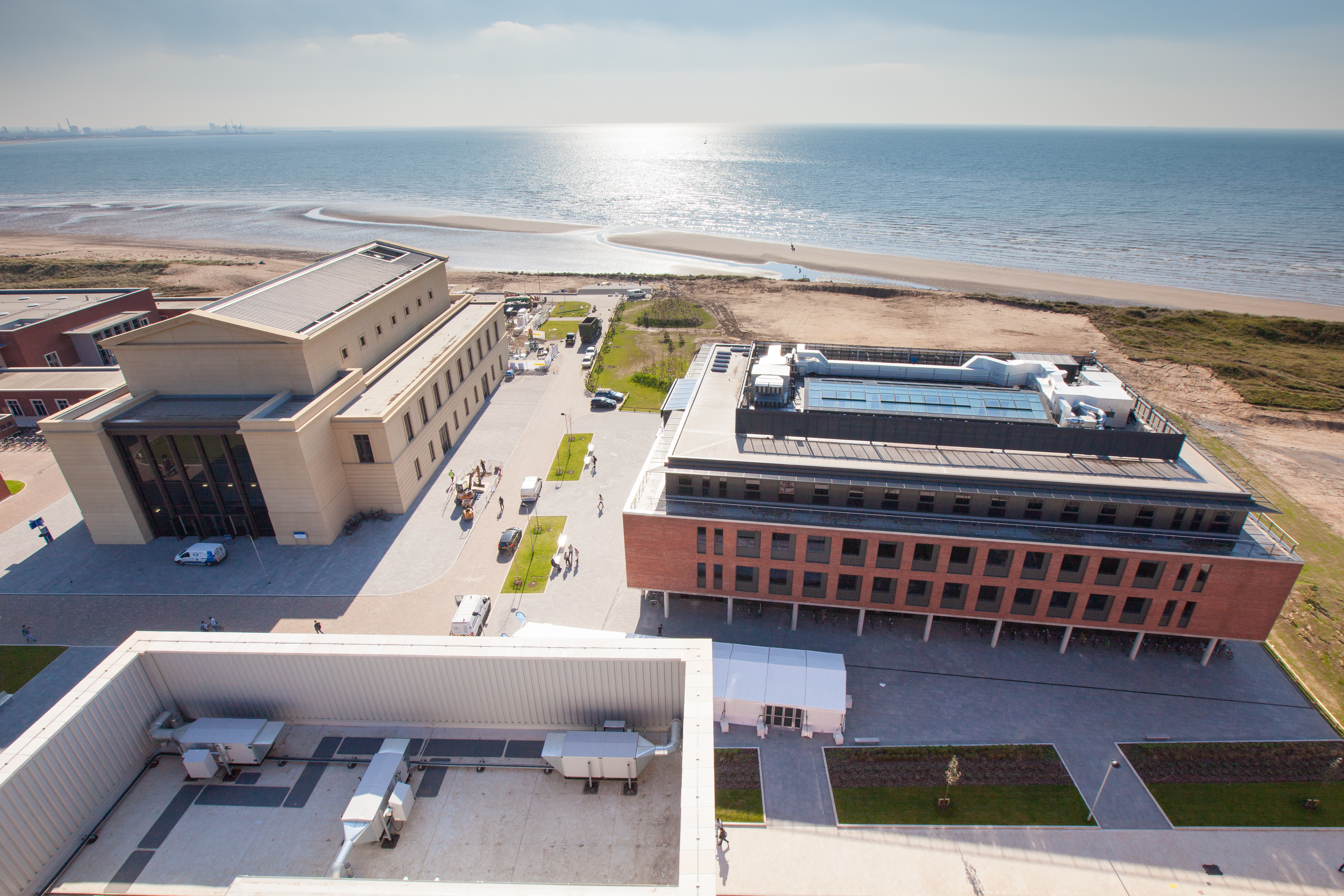
School of Management – Swansea University

Im September 2015 wurde der Bay Campus eröffnet. Er befindet sich im Gebiet Crymlyn Burrows, südöstlich des Swansea City Centre, in der Nähe der Swansea Docks. Dort befinden sich die School of Management und das College of Engineering in neu errichteten Gebäuden.

## Universitäts-Ranking
Nach dem 50. Platz im Jahre 2004 und dem 42. im 2005, erreichte Swansea 2008 im Ranking der britischen Zeitung The Times den Rang 46 von 109. Eine Auszeichnung für diejenige Universität in der die Studenten die beste Erfahrung machen, gewann die Universität Swansea 2005 mit dem sogenannten Times Higher Education Supplement Award. Die Umfrage wurde jedoch unter dem Vorwand, dass diese Umfrage von der Student Panel (Studenten Gremium) ausgeführt wurde und demnach selbstselektiv und unwissenschaftlich sei, von einigen kritisiert. Gemäß dem Ranking der Shanghai Jiao Tong Universität von 2006, gehört Swansea mit dem Platz 401 von 500 zu einer der weltbesten Universitäten. Des Weiteren platzierte das Times Higher Education Supplement of World University Rankings von 2008 die Universität Swansea auf den Platz 347 der Welt, womit sie im Vergleich zu 2007 um 54 Plätze aufgestiegen ist. The Guardian league tables setzte in ihrer Tabelle mit allen Institutionen, Swansea auf den Rang 83.

## Bibliothek
In der Bibliothek befinden sich der Career Service und der IT Service. Es gibt über 1000 Lernplätze, von denen die Hälfte mit Computern und Internet ausgestattet ist. 2006 erhielt die Universität eine Auszeichnung für ihre Bibliothek.
In der Bibliothek befinden sich auch bedeutendes Archivmaterial von Dokumentaraufnahmen über die Bergbauern von Südwales, einige Schriften walisischer Schriftsteller auf Englisch sowie die Richard-Burton-Sammlung über das Leben und die Filme des walisischen Schauspielers, die von Burtons Frau Sally gestiftet wurde.

## Sportzentrum
Das Sportzentrum befindet sich in der Nähe des Campus, westlich der Sketty Lane, nahe den King-Edward-V-Sportfeld. Genutzt wird es nicht nur für universitäre Zwecke, sondern kann auch von den Studenten für ihren Freizeitsport genutzt werden. Zur Verfügung stehen die Nationalschwimmhalle von Wales, eine Indoorrennbahn mit sechs Bahnen, Fitnesscenter, Turnhalle, Tennis- und Squashplätze sowie eine Kletterwand. Die Außenanlage bietet eine Laufbahn mit acht Bahnen und beleuchtbare Spielfelder für Rugby, Fußball, Lacrosse und Cricket. 2014 wurden hier die IPC-Leichtathletik-Europameisterschaften ausgetragen.

## Radio Xtreme 1431AM
Xtreme Radio ist der von den Studenten geführte Uniradiosender. Gegründet wurde er im November 1968 unter dem Namen Action Radio. Xtreme wird an diversen Orten am Campus, in Swansea auf 1431AM und weltweit via Internet ausgestrahlt. Abwechslungsreiche Musik, einige Spezialsendefolgen wie Talks und Sportnachrichten füllen das Radioprogramm. Am 3. November 2008 wurde der 40. Geburtstag von Xtreme Radio gefeiert, was den Radiosender zu einem der ältesten Großbritanniens und zum ältesten von Wales macht.

## Museum mit ägyptischen Altertümern (Egypt Centre)
Das Egypt Centre, ein Museum mit ägyptischen Altertümern, befindet sich im Taliesingebäude und ist öffentlich zugänglich. Die Kollektion umfasst über 4000 Objekte, von denen die meisten vom Pharmazeuten Sir Henry Wellcome gesammelt wurden. Andere Stücke erhielt die Universität vom Britischen Museum, vom Royal Museum, von nationalen Museen und Galerien der walisischen Hauptstadt Cardiff, vom Royal Albert Memorial Museum & Art Gallery und auch von privaten Stiftern.
Angestellte des Egypt Centre halten regelmäßig Vorlesungen und Vorträge für Museumsgäste und andere Interessenten, um einerseits das Interesse für Museen an Universitäten zu wecken und andererseits soziale Inklusion und das Ehrenamt zu fördern. Des Öfteren wird das Museum auch von Schulen aufgesucht, die an einem lebhaften und durchaus interaktiven Veranstaltungsprogramm teilnehmen.